# Kondrati Afanassjewitsch Bulawin
Kondrati Afanassjewitsch Bulawin (russisch Кондратий Афанасьевич Булавин; wiss. Transliteration Kondratij Afanas'evič Bulavin) (* um 1660; † 1708) war ein russischer Kosakenführer und Führer eines nach ihm benannten Kosaken- und Bauernaufstandes (1707–1708) im Dongebiet, der von den Truppen Peters I. niedergeschlagen wurde.

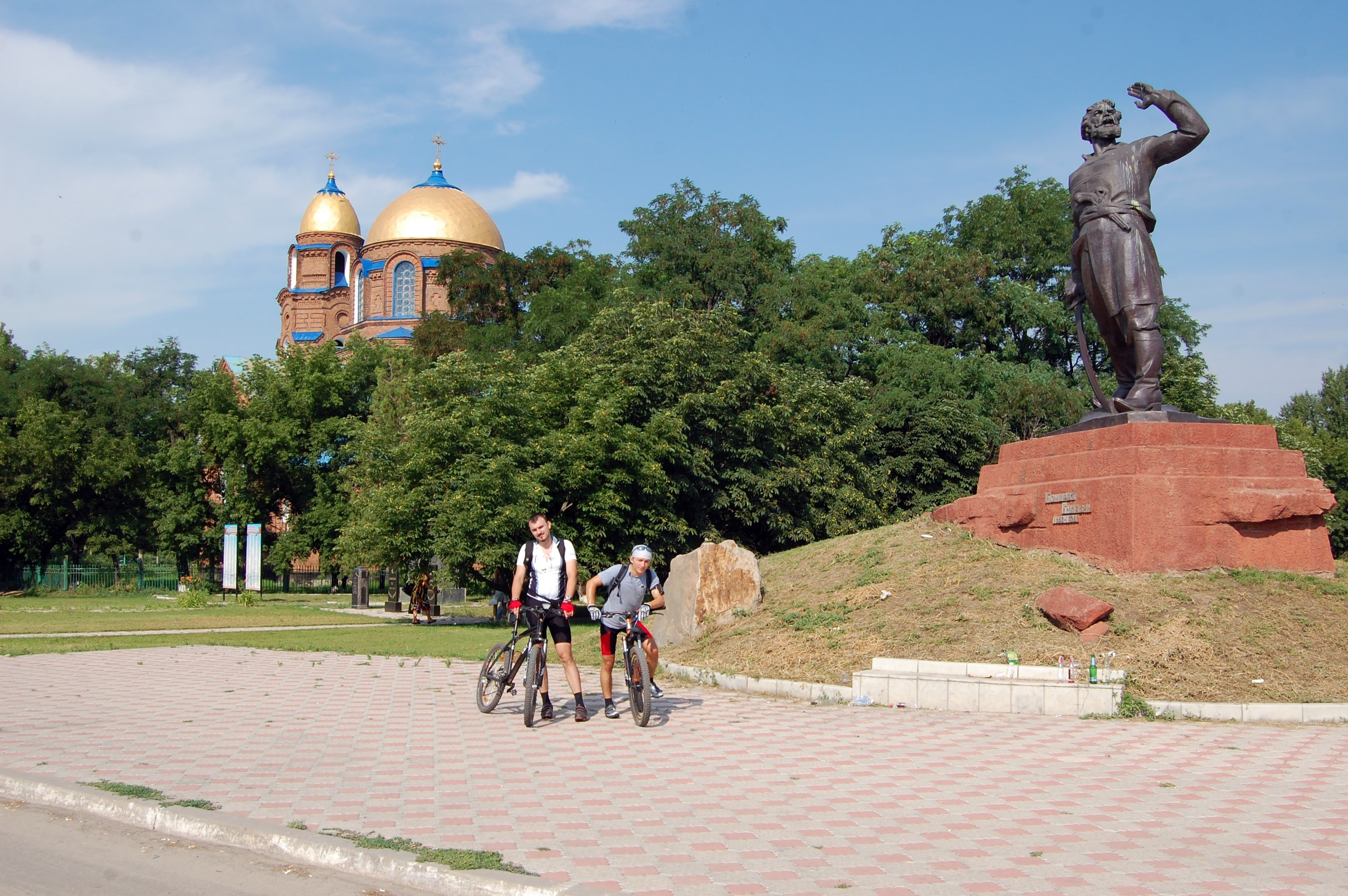
Denkmal für Bulawin im Dorf Trjochisbenka in der ukrainischen Oblast Luhansk

Die russischen Bauern waren Leibeigene und hatten unter der Ausbeutung durch Adelige und Großgrundbesitzer derart zu leiden, dass viele von ihnen aus ihren Dörfern flüchteten, die oft verödeten. Aufnahme fanden die Flüchtlinge bei den freien Kosaken. Diese Entwicklung war insbesondere in der Gegend des Don sehr stark ausgeprägt. Die Adeligen hatten das Recht, entlaufene Leibeigene mit allen Mitteln zu verfolgen und wieder unter ihre Herrschaft zu bringen. Die Regierung leistete ihnen dabei Unterstützung. Der Ataman Kondrati Bulawin etablierte sich als Führer der Entrechteten und entfesselte im Herbst 1707 im Dongebiet einen für die Herrschaft Peters I. gefährlichen sozialrevolutionären Aufstand. Er rieb am 9. Oktober 1707 mit einer Kosaken- und Bauernschar eine Abteilung von Soldaten des Zaren völlig auf, die wieder einmal auf der Suche nach entwichenen Bauern waren. Unter Einsatz starker militärischer Kräfte konnte Peter I. schließlich die Erhebung unterdrücken, die aber auch an der Uneinigkeit der Rebellen untereinander scheiterte, weil ein Teil der Kosaken der reichen Oberschicht angehörte. Am 7. Juli 1708 wurde Bulawin erschossen aufgefunden. Laut einer Version beging Bulawin Selbstmord, als er von Verrätern eingekreist wurde, nach einer anderen Version wurde er umgebracht. 200 Aufständische endeten am Galgen, die zur Abschreckung auf Boote verladen und den Don hinuntergerudert wurden. Der Aufstand brach damit zusammen, doch im Untergrund schwelte die Unzufriedenheit der ärmsten Bevölkerungsschichten weiter.